# Emil Bednarek
Emil Bednarek, född 20 juli 1907 i Königshütte, död 27 februari 2001 i Waldsassen, var en tysk kapo och Blockältester i Auschwitz under andra världskriget. Vid Första Auschwitzrättegången 1963–1965 dömdes han till livstids fängelse för mord i 14 fall.

### Webbkällor
- von Kuenheim, Haug (6 september 1974). ”Gnade für Auschwitz-Häftling Nr. 1325?” (på tyska). Die Zeit. Arkiverad från originalet den 9 juli 2013. https://www.webcitation.org/6Hza5NtpT?url=http://www.zeit.de/1974/37/gnade-fuer-ausschwitz-haeftling-nr-1325. Läst 9 juli 2013.